# オオメジロザメ
オオメジロザメ Carcharhinus leucas（大目白鮫、英: Bull Shark）は、メジロザメ科に属するサメ。ウシザメとも呼ばれる。沖縄の地方名はシロナカーもしくは単にナカー。 メジロザメ属の中でも大型になる種類で全長3mを超える。

## 分布および生息
太平洋、インド洋、大西洋の熱帯から亜熱帯の海域に分布している。汽水域、大河やその上流にある湖などの淡水域にも出現する。南アメリカでの淡水域からの記録ではアマゾン川からの報告がもっとも多く、もっとも上流からの記録は河口から4000 km離れたペルー領のイキートスからの報告で世界でもっとも奥深く侵入した記録である。中央アメリカからはパナマ運河、パナマのバヤノ川ダム、コスタリカのコロラド川、ホンジュラスのハトヤ川、グアテマラのイサバル湖、ニカラグア湖など、北アメリカからはメキシコのウスマシンタ川流域、アメリカ合衆国のミシシッピ川上流2800 kmなど、アフリカ・アジア・オセアニアからはザンベジ川の河口から1200 km離れた場所、ガンジス川流域、アデレイド川、デーリー川、沖縄県国場川、安里川などがあり、世界中の淡水域からの記録がある。変わった事例では、オーストラリアのクイーンズランド州カーブルックにあるカーブルック・ゴルフクラブ (Carbrook Golf Club) のコース内の池には、洪水で近くの川から流されてきたオオメジロザメが6尾ほど住み着いてしまったことがある。日本では沖縄県で確認されており、琉球列島が日本国内の分布の北限とされていたが、2023年には宮崎県宮崎市の大淀川河口付近で本土初分布が確認されている。ただし、この記録以前の1992年4月23日にも大分県南海部郡上浦町長田（現：佐伯市上浦）沖約50 mに設置されていた定置網に体長3.1 mのオオメジロザメが掛かった事例があり、黒潮に乗って北上してきた可能性が指摘されている。

## 形態

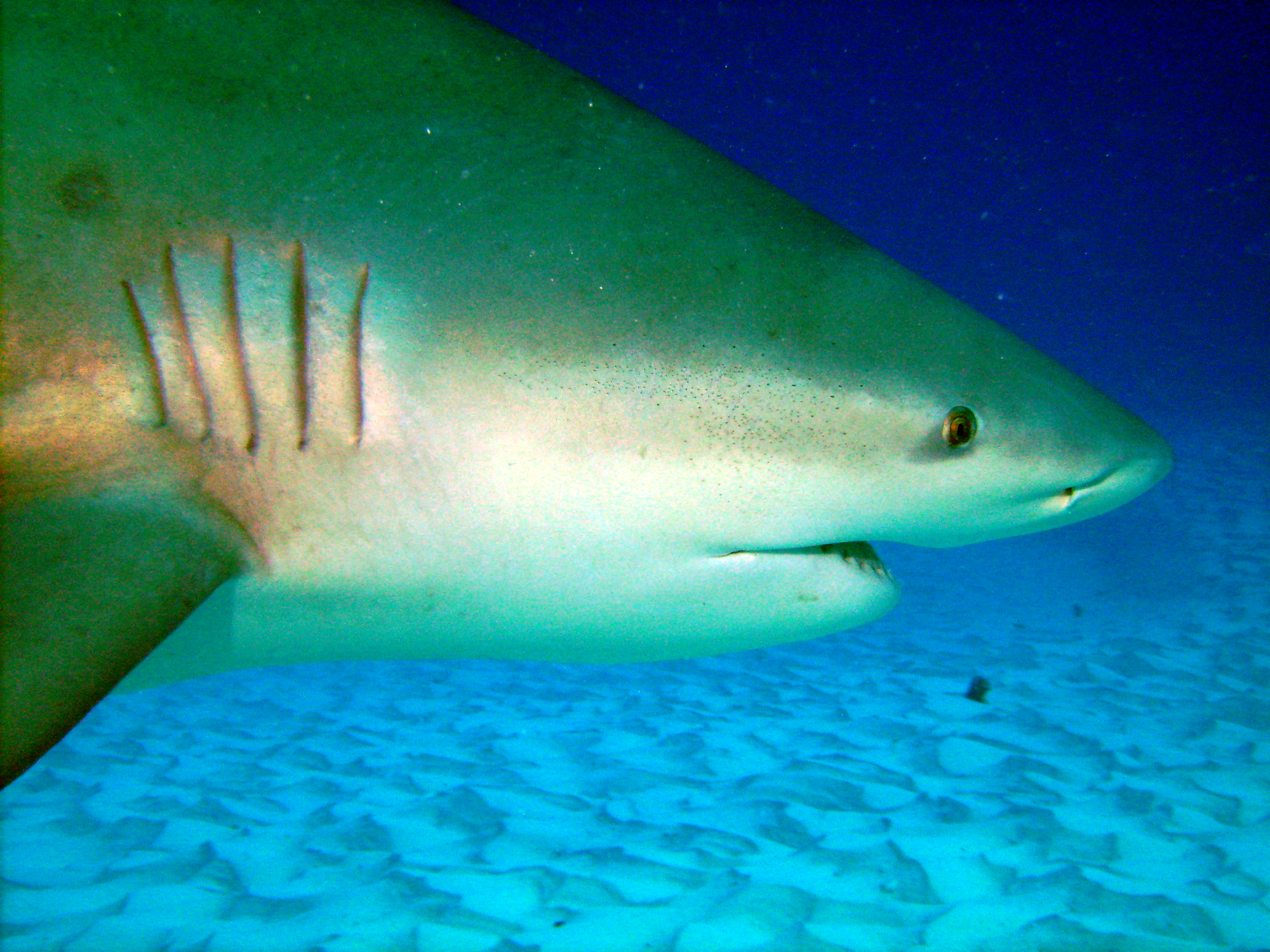

最大で全長3.4〜4.0m,体重300kgを超える。2012年にフロリダキーズ諸島のマラソン沖で採集された雌個体は325cmで体重は450kgであった。。。雌は雄よりも大きく、成魚の雌は平均240cm、体重130kg程度、雄は平均225cm、体重95kg程度である。雌の寿命は約16年であるのに対し、雄は約12年である。体型は流線形だが、太く頑強である。吻は非常に短く、全体的に丸い。背側の体色は灰色で、腹側は白色である。（種小名のleucasは「白銀の」という意味であり、沖縄名のシロナカーも他のメジロザメに比べ白っぽいことからきている。）歯の形状は上顎歯が縁辺が鋸歯状で正三角形に近い形状をしており、下顎歯は縁辺が鋸歯状で直立する。歯列数は上顎が24〜29、下顎が24〜29。
オオメジロザメの咬合力は最大6,000Nで、調査された全てのサメの中で体重に対する咬合力が最も高い。

## 生態
胎生。胎盤形成型。推定10〜12ヶ月の妊娠期間を経て、全長56~81cmで産出される。最大で13尾の仔ザメを出産する。生後最初の5年間は成長スピードが速く、年平均15〜20cm、その後6〜10年では年平均10cmほどになり、11〜16年で年5〜7cm、それ以降は年に4〜5cmとされている。15〜20歳で、雄は157~226cm、雌は180~230cmで成熟する。最大32〜50歳程度まで成長すると考えられている。
河口や汽水域などの濁った水域を好むが、海から川を遡り上流にある湖などに住み着くことがある．淡水域で生息している個体も仔ザメは海を下って産む。性格は凶暴で行動は俊敏。南西諸島などでは海水浴場や港などにも進入するので注意する必要がある．無脊椎動物や同種のサメを含む軟骨魚類、硬骨魚類、海鳥類、海棲哺乳類、鯨の死肉などあらゆるものを食べる。。
本種は26℃以上の水温を好み、気温の変化に合わせて季節ごとに移動を行う。（例えば西大西洋では一部のオオメジロザメが夏にアメリカ海岸に沿って北に移動し水温が下がると南下し、熱帯に戻ることが確認されている）通常本種は水深20m以浅の海底をゆっくりと泳ぎ、1日で平均5〜6km移動するが獲物を追いかけ攻撃する際は非常に機敏な動きを見せる。成魚になると天敵はほとんどいない。

## 人との関わり

### 保全状況
淡水や汽水域では人の活動の影響を受けやすいと考えられるため、環境国際自然保護連合からは「危急」と評価されている。また食用にされ身は冷凍、生鮮、燻製などさまざまな用途で利用される。他にもふかひれ（実際に香港で見られるふかひれの約2%はこの種とされている）、魚粉、革、肝油（本種の肝油はビタミンを多く含有する）などに使われ延縄や刺し網でよく漁獲されるため、個体数の減少が懸念されている。

### 日本国内の水族館での飼育
沖縄県の国営沖縄記念公園水族館（現：沖縄美ら海水族館）で1978年から飼育され、世界最長飼育記録を更新し続けている（2018年6月の時点で40年間）。なお、沖縄美ら海水族館で飼育されているオオメジロザメのうちの1匹が、2006年8月31日に11匹の幼魚を出産している。水族館で飼育されているオオメジロザメの水槽内出産は、1993年にも国営沖縄記念公園水族館で観察されている。繁殖賞を受賞している。日本国内では他に、京急油壺マリンパークで飼育展示されていた。本州では唯一の飼育であったが2021年9月30日に閉館したため、展示を終了した。飼育されていた個体がどこへ行ったのかは不明である。また、沖縄美ら海水族館でも一般向けの展示を行なっていないため、日本国内の水族館で見ることはできない。(2022年現在)。

### 危険性
1996年（平成8年）7月23日には沖縄県宮古島のパイナガマビーチ沖で、サンゴ調査監視船員がオオメジロザメに襲われて死亡する事故が発生した。被害者の傷の状況は左胸部から下腹部にかけて縦約35cm、横30cmの楕円形であり、胃と腸、さらに左手人差し指も食いちぎられ、中指、右足の親指、人差し指、中指も一部分食いちぎられていた。右腕部分にも大きな傷があり、左手首にも傷が認められた。この事故の調査の際に被害者の左手首から歯の破片が2つ見つかり(大きなものは長さ16.68mm、小さいものは長さ8.10mm)、縁辺部に鋸歯があり鋸歯の一本一本の間隔が狭いことから沖縄記念公園水族館（のちの沖縄美ら海水族館）の前館長内田詮三と戸田実が同館に保管していたオオメジロザメの歯と比較すると酷似したため、犯人はオオメジロザメとされた。日本ではこの1例のみが知られているが、海外では人を襲った記録も極めて多く、気性も荒いことから、ホホジロザメやイタチザメと並ぶ最も危険なサメである。淡水域でも人が襲われた事例があり、アフリカのザンベジ川での事例が有名である。 2022年度現在までで119件の事故が報告されており、うち26件は死亡事故である。淡水域まで侵入するうえ、より大型のホホジロザメやイタチザメと較べて狭い場所や浅い場所にも入り込むだけでなく気性も荒いことから、襲われる可能性は最も高いといわれる。